# 全国高等学校選抜卓球大会
全国高等学校選抜卓球大会（ぜんこくこうとうがっこうせんばつたっきゅうたいかい）は毎年年度末に行われる、卓球の大会。略称は高校選抜。

## 大会概要
1・2年生のみ参加資格がある。
団体戦は、全国を9つのブロックに分けて予選を行い、各予選を勝ち抜いた全国上位50校、開催地1校、希望枠3校、前年度優勝・準優勝校を加えた合計56校で争われる。その為、代表校は都道府県代表ではなくブロック代表として出場する（例：「東京都代表○○高校」ではなく「関東ブロック代表○○高校（東京都）」となる）。
個人戦（2部シングルス）には、各都道府県の団体予選で3位以下となった学校の選手のうち、出場資格を有する男女各1名と、開催地枠の男女各1名を加えた48名で争われる。全国大会への出場経験がある選手は参加不可。

## 歴代優勝校・優勝者
| 開催年度 | 開催地 | 男子学校対抗                               | 女子学校対抗                               | 男子シングルス                             | 女子シングルス                             |                                            |
| -------- | ------ | ------------------------------------------ | ------------------------------------------ | ------------------------------------------ | ------------------------------------------ | ------------------------------------------ |
| 1973     | 愛知   |                                            |                                            | 富田満 （東山・京都）                      | 中井万里子 （華頂女子・京都）              |                                            |
| 1974     | 愛知   |                                            |                                            | 大嶋雅美 (名電工・愛知）                   | 新保富美子 （東奥女子・青森）              |                                            |
| 1975     | 愛知   |                                            |                                            | 坂本憲一 （湘南工大附・神奈川）            | 千葉良子 （青森山田・青森）                |                                            |
| 1976     | 愛知   |                                            |                                            | 橋本貢 （鉾田一・茨城）                    | 川東加代子 （柳川・福岡）                  |                                            |
| 1977     | 愛知   | 熊谷商業高校                               | 都城商業高校                               |                                            |                                            |                                            |
| 1978     | 神奈川 | 熊谷商業高校                               | 柳川高校                                   |                                            |                                            |                                            |
| 1979     | 静岡   | 熊谷商業高校                               | 真岡女子高校                               |                                            |                                            |                                            |
| 1980     | 愛知   | 東山高校                                   | 柳川高校                                   |                                            |                                            |                                            |
| 1981     | 京都   | 青森商業高校                               | 柳川高校                                   |                                            |                                            |                                            |
| 1982     | 長野   | 熊谷商業高校                               | 京浜女子商業高校                           |                                            |                                            |                                            |
| 1983     | 福島   | 熊谷商業高校                               | 柳川高校                                   |                                            |                                            |                                            |
| 1984     | 鳥取   | 桜丘高校                                   | 京浜女子商業高校                           |                                            |                                            |                                            |
| 1985     | 三重   | 東山高校                                   | 四天王寺高校                               |                                            |                                            |                                            |
| 1986     | 宮城   | 熊谷商業高校                               | 四天王寺高校                               |                                            |                                            |                                            |
| 1987     | 佐賀   | 熊谷商業高校                               | 京浜女子商業高校                           |                                            |                                            |                                            |
| 1988     | 愛知   | 桜丘高校                                   | 白鵬女子高校                               |                                            |                                            |                                            |
| 1989     | 神奈川 | 埼工大深谷高校                             | 就実高校                                   |                                            |                                            |                                            |
| 1990     | 山形   | 埼工大深谷高校                             | 白鵬女子高校                               |                                            |                                            |                                            |
| 1991     | 長野   | 愛工大名電高校                             | 仙台育英高校                               | 緒方真寛 （日大藤沢・神奈川）              | 坂田愛 （熊本中央女子・熊本）              |                                            |
| 1992     | 熊本   | 上宮高校                                   | 仙台育英高校                               | 大越弘之 （小高工・福島）                  | 青野裕美子 （東京成徳・東京）              |                                            |
| 1993     | 青森   | 上宮高校                                   | 四天王寺高校                               | 入江誠 （須賀川・福島）                    | 矢野久美 （東京成徳・東京）                |                                            |
| 1994     | 山梨   | 桜丘高校                                   | 高蔵高校                                   | 春山昌也 （鹿児島実･鹿児島）               | 菅原由紀 （鶴商学園・山形）                |                                            |
| 1995     | 岡山   | 愛工大名電高校                             | 青森山田高校                               | 一柳誠 （桜丘・愛知）                      | 服部愛 （県岐阜商・岐阜）                  |                                            |
| 1996     | 栃木   | 上宮高校                                   | 富田高校                                   | 戸井聖和 （洛東・京都）                    | 坂田綾子 （中村女子・福岡）                |                                            |
| 1997     | 岐阜   | 青森山田高校                               | 四天王寺高校                               | 小笠原憲志 （杜若・愛知）                  | 佐藤祐子 （大曲・秋田）                    |                                            |
| 1998     | 岩手   | 青森山田高校                               | 仙台育英高校                               | 佐々木智由 （武相・神奈川）                | 田部井愛 （細田学園・埼玉）                |                                            |
| 1999     | 千葉   | 青森山田高校                               | 四天王寺高校                               | 門田洋幸 （宮島工・広島）                  | 木村紗織 （東奥学園・青森）                |                                            |
| 2000     | 京都   | 青森山田高校                               | 四天王寺高校                               | 大宮俊彦 （青森商・青森）                  | 広瀬裕子 （真岡女子・栃木）                |                                            |
| 2001     | 宮崎   | 青森山田高校                               | 四天王寺高校                               | 川村公祐 （三浦・神奈川）                  | 草野梨絵 （長崎・長崎女子商業高校）        |                                            |
| 2002     | 愛知   | 青森山田高校                               | 仙台育英高校                               | 八木智也 （千葉・専大松戸高校）            | 張路 （大分・別府女子短期大学付属高校）    |                                            |
| 2003     | 北海道 | 青森山田高校                               | 青森山田高校                               | 村上祥 （青森・青森商業高校）              | 大井のぶか （青森・東奥学園高校）          |                                            |
| 2004     | 奈良   | 青森山田高校                               | 秀光中等教育学校                           | 藤田雄輔 （青森・青森商業高校）            | 村上唯 （青森・東奥学園高校）              |                                            |
| 2005     | 広島   | 青森山田高校                               | 秀光中等教育学校                           | 千葉一紀 （青森・青森商業高校）            | 石黒未恵 （北海道・札幌南高校）            |                                            |
| 2006     | 石川   | 青森山田高校                               | 富田高校                                   | 灘政伸 （愛知・桜丘高校）                  | 山口真由 （大阪・関西大第一高校）          |                                            |
| 2007     | 東京   | 青森山田高校                               | 四天王寺高校                               | 松沢弘明 （青森・青森商業）                | 星川奈菜 （愛知・愛知商業）                |                                            |
| 2008     | 愛媛   | 青森山田高校                               | 四天王寺高校                               | 小森文俊 （神奈川・三浦）                  | 柏木美輝 （千葉・木更津総合）              |                                            |
| 2009     | 福島   | 野田学園高校                               | 四天王寺高校                               | 山口大知 （岐阜・県岐阜商業）              | 秋葉史穂 （千葉・和洋女子）                |                                            |
| 2010     | 愛知   | 東日本大震災の影響で中止                   | 東日本大震災の影響で中止                   | 東日本大震災の影響で中止                   | 東日本大震災の影響で中止                   |                                            |
| 2011     | 秋田   | 青森山田高校                               | 四天王寺高校                               | 高橋一帆 （松徳学院・島根）                | 山口愛 （慶應藤沢・神奈川）                |                                            |
| 2012     | 北海道 | 希望が丘高校                               | 四天王寺高校                               | 坂井瑞輝 （中京・岐阜）                    | 金丸あすか （横浜創英・神奈川）            |                                            |
| 2013     | 滋賀   | 野田学園高校                               | 希望が丘高校                               | 村上奨記 (岩手・高田高校)                  | 岩本結菜 (福岡・誠修高)                    |                                            |
| 2014     | 香川   | 愛工大名電高校                             | 四天王寺高校                               | 多田浩嗣 (大阪・大阪星光学院高等学校)      | 田中理沙 (大阪・天王寺高等学校)            |                                            |
| 2015     | 福島   | 愛工大名電高校                             | 四天王寺高校                               | 佐々木盛将 (大阪・浪速)                    | 北村ゆめの (栃木・文星女子)                |                                            |
| 2016     | 大阪   | 愛工大名電高校                             | 四天王寺高校                               | 北澤健太郎 (東京・早稲田実業)              | 久保莉乃果 (愛知・椙山女学園)              |                                            |
| 2017     | 福井   | 愛工大名電高校                             | 四天王寺高校                               | 笠垣杏介 (京都・福知山成美)                | 中川遥奈 (岡山・新見)                      |                                            |
| 2018     | 北九州 | 愛工大名電高校                             | 四天王寺高校                               | 烏田幸 (広島・広島商船)                    | 今井汐珠玖 (愛知・愛知商業)                |                                            |
| 2019     | 千葉   | 新型コロナウイルス感染症拡大防止のため中止 | 新型コロナウイルス感染症拡大防止のため中止 | 新型コロナウイルス感染症拡大防止のため中止 | 新型コロナウイルス感染症拡大防止のため中止 | 新型コロナウイルス感染症拡大防止のため中止 |
| 2020     | 津     | 愛工大名電高校                             | 四天王寺高校                               | 池田暁仁 (岐阜・関商工)                    | 芝田有里 (福井・敦賀)                      |                                            |
| 2021     | 栃木   | 愛工大名電高                               | 四天王寺高                                 | 井修紀 (福岡・自由が丘)                    | 吉住聖香 (福岡・伝習館)                    |                                            |
| 2022     | 豊田   | 野田学園高                                 | 四天王寺高                                 | 北嶋孝基 (青森・弘前中央)                  | 高橋愛依 (宮城・利府)                      |                                            |
| 2023     | 山形   | 出雲北陵高                                 | 四天王寺高                                 | 佐伯爽翔 (山口・宇部工業)                  | 野田果凛 (東京・文大杉並)                  |                                            |
| 2024     | 岡山   | 愛工大名電高                               | 四天王寺高                                 | 東亮太 (千葉・木更津総合)                  | 長谷川夢佳 (愛知・修文学院)                |                                            |